# Crepidotus nanicus
Crepidotus nanicus är en svampart som beskrevs av E. Horak 1978. Crepidotus nanicus ingår i släktet rödmusslingar och familjen Inocybaceae.   Inga underarter finns listade i Catalogue of Life.